# Vailly-sur-Sauldre
Vailly-sur-Sauldre település Franciaországban, Cher megyében. Lakosainak száma 649 fő (2022. január 1.). Vailly-sur-Sauldre Barlieu, Dampierre-en-Crot, Sury-ès-Bois, Thou, Villegenon és Pierrefitte-ès-Bois községekkel határos.

## Népesség
A település népessége az elmúlt években az alábbi módon változott:
| Lakosok száma | 759  | 856  | 865  | 833  | 748  | 673  | 654  | 652  | 651  | 649  |
|               | 1968 | 1982 | 1990 | 2006 | 2013 | 2015 | 2017 | 2019 | 2020 | 2022 |